# Bothrops leucurus
Espèce
Synonymes
- Trimeresurus pradoi Hoge, 1948
- Bothrops pradoi (Hoge, 1948)

Bothrops leucurus est une espèce de serpents de la famille des Viperidae.

## Répartition
Cette espèce est endémique du Brésil. Elle se rencontre dans les États d'Espírito Santo, de Bahia, du Sergipe, d'Alagoas, de Pernambouc et du Ceará.

## Description
C'est un serpent venimeux.

## Publication originale
- Wagler, 1824 : Serpentum Brasiliensium species novae, ou histoire naturelle des espèces nouvelles de serpens. in Jean de Spix, Animalia nova sive species novae, p. 1-75 (texte intégral).